# Ерміт мексиканський
Ермі́т мексиканський (Phaethornis longirostris) — вид серпокрильцеподібних птахів родини колібрієвих (Trochilidae). Мешкає в Мексиці, Центральній і Південній Америці.

## Опис

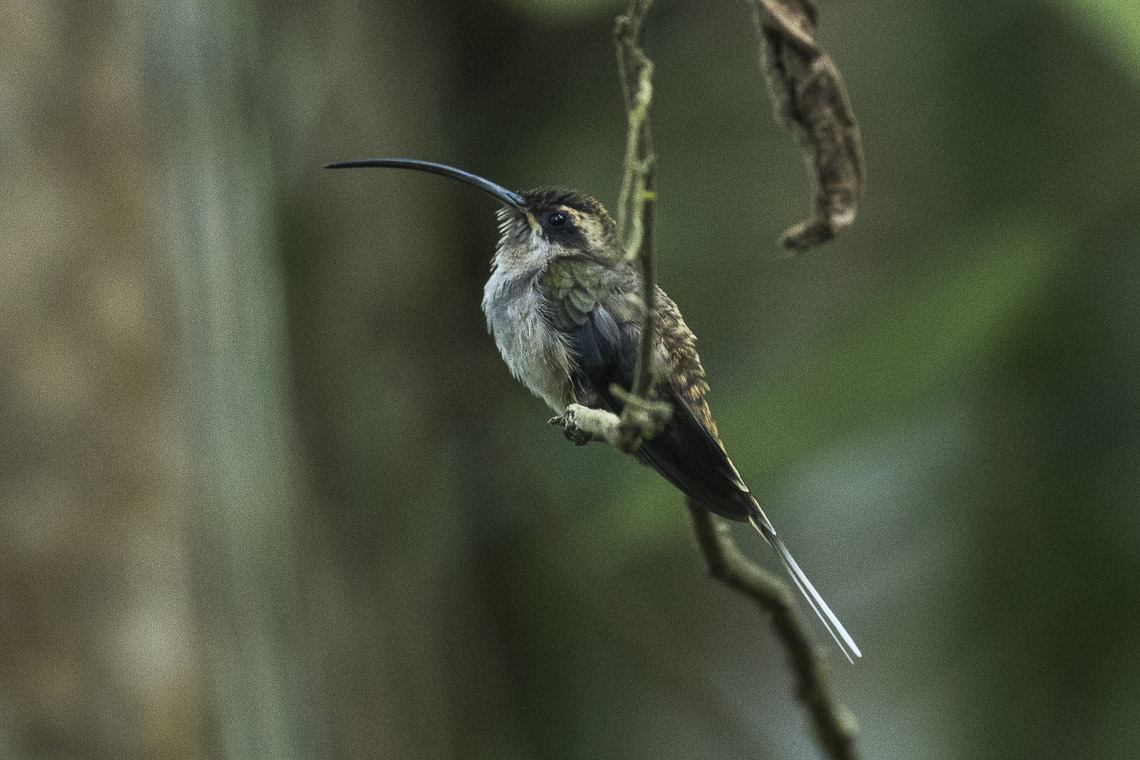
Мексиканський ерміт (Коста-Рика)

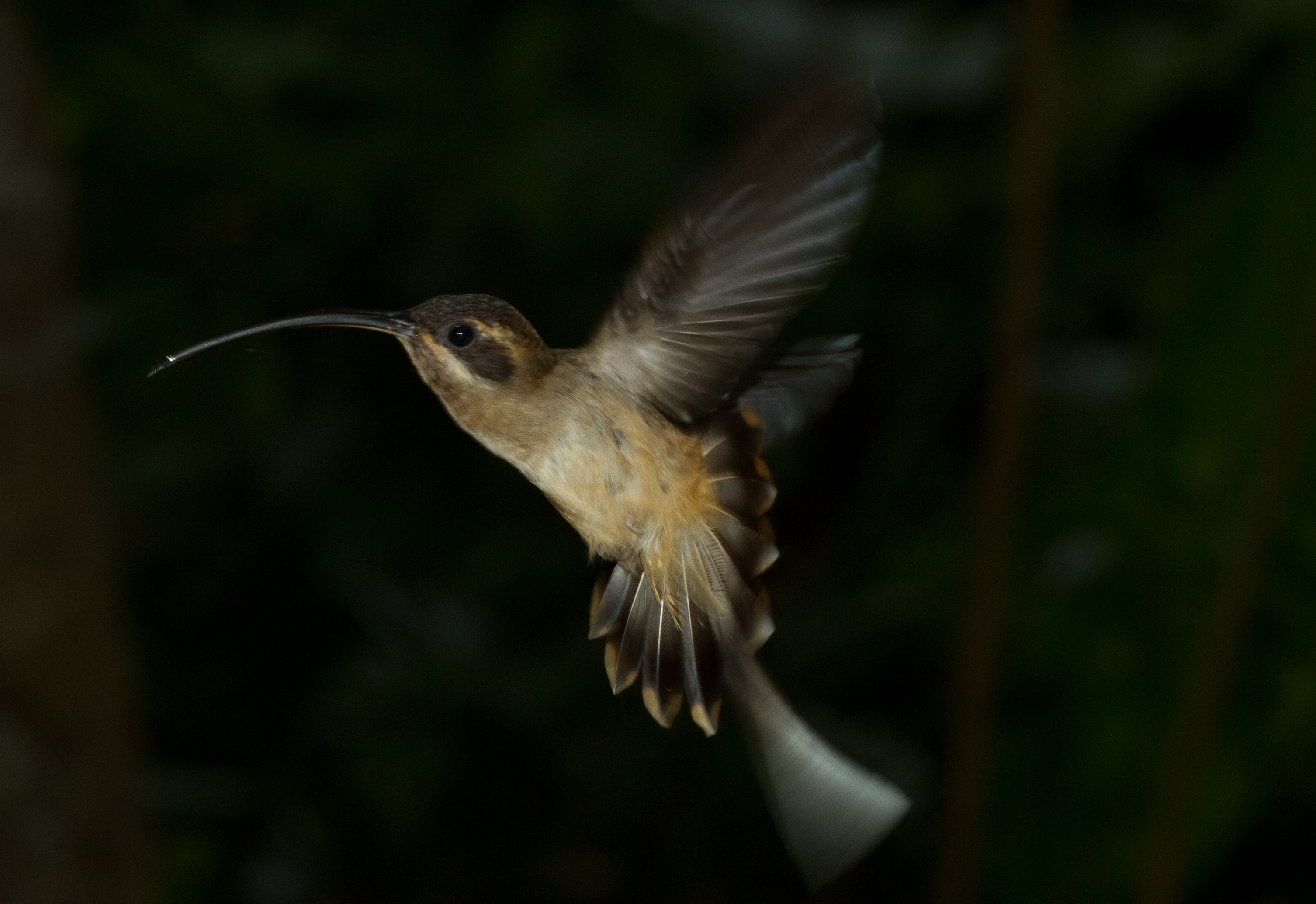
Мексиканський ерміт (Панама)

Довжина птаха становить 13-17 см, вага 5-7,5 г. Голова темно-коричнева, через очі ідуть широкі темні смуги, окаймлені охристими "бровами" і "вусами". Спина бронзово-зелена, пера на ній мають охристі края, надхвістя рудувате. Нижня частина тіла світло-сірувато-коричнева або блідо-рудувата, на горлі біла смуга. Хвіст чорний, східчастий, поцяткований білими плямками, центральні стернові пера видовжені з білими кінчиками. Дзьоб вигнутий, довжиною 43 мм, зверху чорний, знизу тьмяно-оранжевий, на кінці чорний.

## Підвиди
Виділяють чотири підвиди:
- P. l. longirostris (Delattre, 1843) — південна Мексика (від південно-східного Веракруса до Чіапаса), північна Гватемала, Беліз, північний Гондурас;
- P. l. cephalus (Bourcier & Mulsant, 1848) — від східного Гондураса до північно-західної Колумбії;
- P. l. susurrus Bangs, 1901 — гірський масив Сьєрра-Невада-де-Санта-Марта на півночі Колумбії;
- P. l. baroni Hartert, E, 1897 — захід Еквадору і північний захід Перу.

Phaethornis mexicanus раніше вважався конспецифічним з мексиканським ермітом, однак був визнаний окремим видом. Деякі дослідники також виділяють підвид P. l. baroni у окремий вид Phaethornis baroni.

## Поширення і екологія
Мексиканські ерміти мешкають в Мексиці, Гватемалі, Белізі, Гондурасі, Нікарагуа, Коста-Риці, Панамі, Колумбії, Еквадорі і Перу, трапляються на заході Венесуели в горах Сьєрра-де-Періха. Вони живуть у вологих рівнинних, гірських і хмарних тропічних лісах, на узліссях і галявинах, в галерейних лісах і на плантаціях, на висоті до 2500 м над рівнем моря. Живляться нектаром квітів, зокрема з родів Heliconia, Costus, Aphelandra і Passiflora, пересуваючись за певним маршрутом, а також дрібними комахами і павуками. Початок сезону розмноження різниться в залежності від регіону, в Мексиці він триває з квітня по липень, в Панамі з травня по вересень, в Колумбії з січня по травень. Самці токують, зібравшись у "пісенні ансамблі". які можуть нараховувати до 25 птахів, а також демонстативно хитають довгими хвостами. Гніздо конусоподібне, робиться з рослинних волокон і павутиння, підвішується до нижньої сторони листа. В кладці 2 яйця, інкубаційний період триває 17-18 днів, пташенята покидають гніздо через 22-23 дні після вилуплення.